# 1026
1026 (MXXVI) var ett normalår som började en lördag i den julianska kalendern.

## Händelser

### Okänt datum
- Anund Jakob sluter förbund med Olav den helige i Kungälv.
- Anunds och Olavs gemensamma armé besegras av Knut den stores i slaget vid Helgeå.
- Anunds armé besegras av Knuts i slaget vid Gårdstånga (ej historiskt belagt).

## Födda
- Tostig Godwinson, earl av Northumbria.

## Avlidna
- Ulf Torgilsson, skånsk jarl.
- Adelaide av Anjou, provensalsk regent.